# Niklas Sessler
Niklas Sessler, född 30 januari 1967 i Stockholm, är en svensk journalist och chefredaktör.

## Biografi
Niklas Sessler började sin journalistbana på studenttidningen Gaudeamus, innan han 1990 var med och drog igång ungdomstidningen Chili i Sverige. Han blev också dess första redaktör. 1994 blev han redaktionssekreterare på Damernas Värld, och två år senare redaktionschef på tidningen. 1997 blev han redaktionschef på Månadsjournalen, och 2000 chefredaktör på Vecko-Revyn tillsammans med Emma Hamberg. Efter det har han varit andreredaktör eller redaktionschef på ett flertal tidskrifter som Allt om Mat, Family Living och Mama samt redaktionschef på Bonnier Tidskrifters Digitala Medier. 2016 återvände han till Damernas Värld, nu som andreredaktör och ansvarig utgivare. 2019–2024 var han chefredaktör på Allt om Resor.